# Rodrigo José de Meneses de Eça
Rodrigo José de Meneses de Eça, terceiro Conde de Cavaleiros, (13 de maio de 1815 — 23 de maio de 1881), foi um nobre português; era filho de D. José Tomás de Eça e Menezes e por isso neto de Rodrigo José António de Meneses, 1º Conde de Cavaleiros. Foi Deputado, Par do Reino e Governador Civil do Distrito de Lisboa e do Distrito de Braga (22 de abril de 1857 — 29 de setembro de 1857).